# Walce
Walce (in tedesco Walzen) è un comune rurale polacco del distretto di Krapkowice, nel voivodato di Opole.
Ricopre una superficie di 69,29 km² e nel 2006 contava 5 976 abitanti.
Nel comune vige il bilinguismo polacco/tedesco.